# Quartier Saint-Ambroise
Quartier Saint-Ambroise är Paris 42:e administrativa distrikt, beläget i elfte arrondissementet. Distriktet är uppkallat efter kyrkan Saint-Ambroise.
Elfte arrondissementet består även av distrikten Folie-Méricourt, Roquette och Sainte-Marguerite.

## Sevärdheter
- Saint-Ambroise
- Square Richard Lenoir
- Square Maurice-Gardette
- Comédie Bastille
- Atelier Lumières
- Virtual Room
- Bataclan
- Le Passage vers les Étoiles

## Bilder
| - De fyra administrativa distrikten i Paris elfte arrondissement. - Square Richard Lenoir. - Bataclan. |

## Kommunikationer
- Tunnelbana – linje  – Saint-Ambroise